# Баллинджер (Техас)
Ба́ллинджер (англ. Ballinger [ˈbælᵻndʒər]) — город в США, расположенный в центральной части штата Техас, административный центр округа Раннелс. По данным переписи за 2010 год число жителей составляло 3767 человек, по оценке Бюро переписи США в 2018 году в городе проживало 3669 человек.

## История
Город был основан в 1886 году, когда в регион была проведена железная дорога Gulf, Colorado and Santa Fe Railway. Сначала станцию планировали построить в Раннелс-Сити, который был окружным центром, но в итоге был выбран Баллинджер из-за удобного доступа к воде. Обширная рекламная кампания в крупнейших городах Техаса привлекла 6000 человек на аукцион по распродаже земли города, который состоялся 29 июня 1886 года. Поселение изначально носило название Грешэм, затем Хатчингс и в итоге получило название Баллинджер в честь адвоката из Галвестона и держателя акций железной дороги Уильяма Баллинджера. 1 июня 1886 года в городе было открыто почтовое отделение, а в 1892 году город получил органы местного управления.
В 1909 году город получил 12 500 долларов в подарок от Эндрю Карнеги. В 1911 году на эти деньги была открыта библиотека. Со временем здание пришло в упадок и стояло заброшенным до 1980-х годов, когда комитет по празднованию 200-летия города организовал реставрацию библиотеки и добавил здание в национальный реестр исторических мест. Основным источником региона было сельское хозяйство, и засуха 1916—1918 годов оказала значительное влияние на эту отрасль в регионе. Прекращение засухи повлекло за собой уверенный рост населения в городе в первой половине XX века.

## География
Баллинджер находится в центральной части округа, его координаты: 31°44′21″ с. ш. 99°57′19″ з. д.. Город находится на слиянии реки Колорадо и ручья Элм-Крик.
Согласно данным бюро переписи США, площадь города составляет около 9,1 квадратных километров, практически полностью занятых сушей.

### Климат
Согласно классификации климатов Кёппена, в Баллинджере преобладает влажный субтропический климат.
| Показатель                                 | Янв.  | Фев. | Март  | Апр. | Май  | Июнь | Июль | Авг. | Сен. | Окт. | Нояб. | Дек.  | Год   |
| ------------------------------------------ | ----- | ---- | ----- | ---- | ---- | ---- | ---- | ---- | ---- | ---- | ----- | ----- | ----- |
| Абсолютный максимум, °C                    | 32,2  | 36,7 | 37,8  | 40   | 43,3 | 46,7 | 44,4 | 45,6 | 43,3 | 40,6 | 36,7  | 33,3  | 46,7  |
| Средний суточный максимум, °C              | 14    | 17   | 22    | 26   | 30   | 33   | 35   | 35   | 31   | 26   | 20    | 15    | 25    |
| Средняя температура, °C                    | 7     | 9    | 13    | 18   | 22   | 26   | 28   | 28   | 24   | 19   | 12    | 8     | 17    |
| Средний суточный минимум, °C               |       | 1    | 5     | 10   | 15   | 19   | 21   | 20   | 17   | 11   | 4     |       | 10    |
| Абсолютный минимум, °C                     | −21,1 | −20  | −12,8 | −4,4 | 0,6  | 6,7  | 11,7 | 8,3  | 1,7  | −8,9 | −13,3 | −19,4 | −21,1 |
| Норма осадков, мм                          | 27    | 31   | 30    | 58   | 92   | 65   | 43   | 55   | 77   | 63   | 36    | 33    | 610   |
| Источник: weatherbase.com, intellicast.com |       |      |       |      |      |      |      |      |      |      |       |       |       |

## Население
Согласно переписи населения 2010 года в городе проживало 3767 человек, было 1461 домохозяйство и 985 семей. Расовый состав города: 83,2 % — белые, 2,4 % — афроамериканцы, 0,8 % — коренные жители США, 0,3 % — азиаты, 0,1 % (3 человека) — жители Гавайев или Океании, 11,4 % — другие расы, 1,9 % — две и более расы. Число испаноязычных жителей любых рас составило 34,4 %.
Из 1461 домохозяйства, в 33,8 % живут дети младше 18 лет. 47,5 % домохозяйств представляли собой совместно проживающие супружеские пары (17,9 % с детьми младше 18 лет), в 14,4 % домохозяйств женщины проживали без мужей, в 5,5 % домохозяйств мужчины проживали без жён, 32,6 % домохозяйств не являлись семьями. В 29,4 % домохозяйств проживал только один человек, 15,7 % составляли одинокие пожилые люди (старше 65 лет). Средний размер домохозяйства составлял 2,47 человека. Средний размер семьи — 3,04 человека.
Население города по возрастному диапазону распределилось следующим образом: 28,3% — жители младше 20 лет, 19,6 % находятся в возрасте от 20 до 39, 32,5 % — от 40 до 64, 19,5 % — 65 лет и старше. Средний возраст составляет 41,6 года.
Согласно данным пятилетнего опроса 2018 года, средний доход домохозяйства в Баллинджере составляет 39 156 долларов США в год, средний доход семьи — 44 093 доллара. Доход на душу населения в городе составляет 20 062 доллара. Около 14 % семей и 13,7 % населения находятся за чертой бедности. В том числе 8,8 % в возрасте до 18 лет и 17 % в возрасте 65 и старше.

## Местное управление
Управление городом осуществляется избираемыми мэром и городским советом, состоящим из четырёх человек. Основными назначаемыми должностями являются сити-менеджер, городской секретарь, городской юрист.

## Инфраструктура и транспорт
Через Баллинджер проходят автомагистрали США 67 и 83, а также автомагистраль 158 штата Техас.
Через город проходит железная дорога Atchison, Topeka and Santa Fe Railway.
В городе располагается аэропорт Брюс-Филд. Аэропорт располагает одной взлётно-посадочной полосой длиной 1191 метр. Ближайшим аэропортом, выполняющим коммерческие пассажирские рейсы, является региональный аэропорт Сан-Анджело Матис-Филд примерно в 70 километрах на юго-запад от Баллинджера.

## Образование
Город обслуживается независимым школьным округом Баллинджер.

## Экономика
Согласно финансовому отчёту за 2015 год, доходы бюджета составили $4,8 млн., расходы составили $5,1 млн.

## Отдых и развлечения
В марте в городе проходит ежегодный турнир среди охотников на гремучих змей, в апреле — фестиваль штата этнических культур и искусств, ярмарка ремёсел. Осенью в Баллинджере проходит конкурс по приготовлению блюд из фасоли пинто, в декабре проводится конкурс мисс Баллинджер, карнавал и парад.